# Antonio Giuseppe Sartori
Antonio Giuseppe Sartori (* 21. August 1714 in Castione; † 16. August 1792 in Wien) war ein Bildhauer und Architekt des späten Barock und Rokoko.

## Leben
Antonio Giuseppe entstammte einer seit mehreren Generationen in Castione als Steinmetze und Bildhauer tätigen Familie. Er erlernte das Handwerk des Steinmetzes in der Werkstatt seines Vaters Rocco, bevor er nach Rom ging und sich dort mit Bildhauerei und Architektur beschäftigte. Um 1738 kehrte er in seinen Heimatort zurück und arbeitete zunächst für seinen Vater und später für seinen älteren Bruder Domenico, der die Werkstatt nach dem Tode des Vaters übernommen hatte.

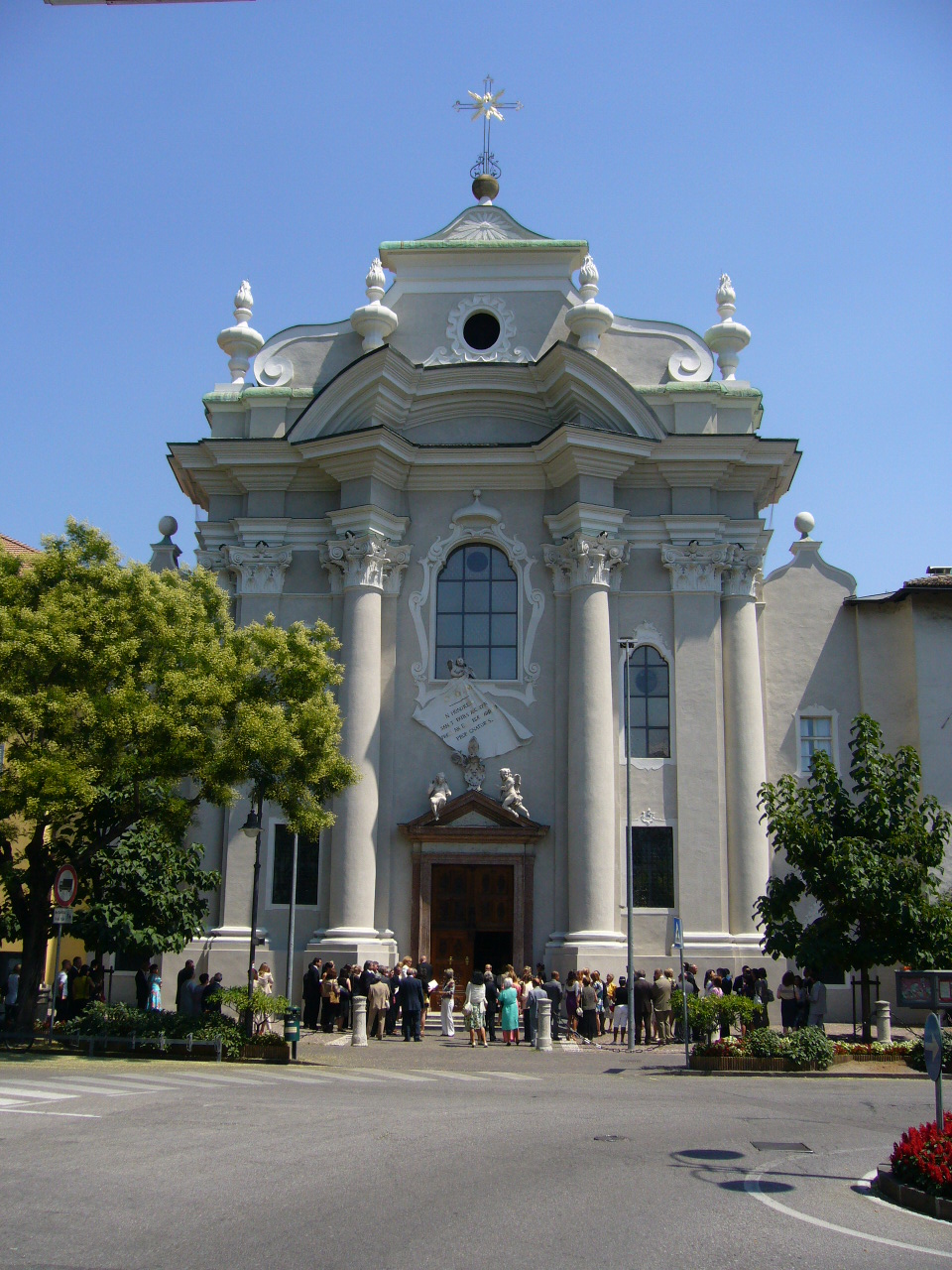
Stiftskirche Gries (1769–1771)

Seine Anfangsjahre waren durch die Zusammenarbeit mit seinem Bruder gekennzeichnet, wobei sich nicht immer festlegen lässt, welche Arbeiten von welchem der beiden Brüder ausgeführt wurde und welche jeweilige Rolle sie bei den einzelnen Projekten spielten. In diese Anfangszeit fielen unter anderem die Arbeiten am Hochaltar des Doms von Trient sowie weitere Altararbeiten, unter anderem in der Erzpfarrkirche San Marco in Rovereto.
Seine Werke weisen in dieser Zeit Einflüsse von venezianischen und römischen Meistern auf, aber auch die Arbeiten der Brüder Andrea und Jacopo Antonio Pozzo haben ihn beeinflusst. In späteren Jahren sind auch Einflüsse aus dem deutschsprachigen Raum in seinem Werk auszumachen.
Die Zusammenarbeit mit seinem Bruder Domenico endete um 1744, als er allein die Aufträge für die Arbeiten am Kloster Neustift bei Brixen unterzeichnete, die zu einer Reihe von Folgeaufträgen führte und erst in den 1770er Jahren mit dem Bau des Bibliothekssaals der Klosterbibliothek ihren krönenden Abschluss fanden. Zu dieser Zeit hatte sich Sartori bereits mehr und mehr der Architektur zugewandt, auch wenn er weiterhin als Bildhauer tätig war.
So hatte er bereits 1754 die neue Fassade der Pfarrkirche San Giovanni Battista in seinem zwischenzeitlichen Wohnort Sacco bei Rovereto entworfen. Es folgten eine Reihe von weiteren Kirchenbauten, an denen auch die Einflüsse der römischen Architekten Carlo und seines Sohnes Francesco Fontana erkenntlich sind. Sein wohl wichtigstes Werk ist die nach seinen Plänen zwischen 1769 und 1771 erbaute Stiftskirche des Augustiner-Chorherrenstiftes in Gries bei Bozen, seit Mitte des 19. Jahrhunderts als Abtei Muri-Gries bekannt. In Gries sind Einflüsse von Baumeistern nördlich des Brenners wie Johann Michael Fischer und Balthasar Neumann erkennbar. Die Stiftskirche Gries ist nach Rasmo ein bedeutendes Beispiel für die Verbindung klassizistischer Elemente mit denen des Rokoko.
Die Arbeiten Sartoris sind durch eine ständige Anpassung an die jeweilige vorherrschende Stilrichtung geprägt. In seinen Spätwerken ist ein schrittweiser Übergang zum Klassizismus festzustellen, der aufgrund seiner Aufenthalte jenseits der Alpen in den letzten zwei Jahrzehnten seines Lebens stark von dort beeinflusst wurde. So arbeitete er 1775 für die Abtei Neresheim, für die er einen Auftrag für die Stuckdekorationen und Skulpturen der Klosterkirche erhielt. Bereits 1766 hatte er sich in Innsbruck aufgehalten, als er von Maria Theresia beauftragt wurde, eine Skulpturengruppe für die Kapelle der Hofburg zu Ehren ihres verstorbenen Mannes Franz I. Stephan zu schaffen. Seine letzten bekannten Arbeiten führte er ab 1778 in Ungarn in Pécs und für den Bischof von Erlau aus, darunter 1784 das Kenotaph für Bischof György Klimò sowie Arbeiten für die Kathedrale St. Peter und Paul in Pécs.
Antonio Giuseppe Sartori verstarb 1792 in Wien.

## Werke (Auswahl)
- Hochaltar im Dom von Trient (1738)
- Hochaltar Stiftskirche Neustift (1744)
- Fassade der Pfarrkirche in Sacco (1752–1754)
- Skulpturengruppe in der Kapelle der Hofburg in Innsbruck (1766)
- Stiftskirche der Abtei Gries (1769–1771)
- Lesesaal der Klosterbibliothek Neustift (1771)